# Festival domoljubnog filma Gordan Lederer
Festival domoljubnog filma Gordan Lederer filmski je festival "na kojemu se prikazuju igrani i dokumentarni filmovi iz šire hrvatske povijesti s posebnim naglaskom na događaje vezane uz Domovinski rat".

## O festivalu
Festival domoljubnog filma Gordan Lederer utemeljen je 2018. godine. Nazvan je po Gordanu Ledereru, hrvatskome fotografu i TV-snimatelju ubijenome snajperskim metkom na brdu Čukur iznad Hrvatske Kostajnice, 10. kolovoza 1991. godine, dok je snimao hrvatske borce u akciji. Ideju o pokretanju festivala potaknuo je Gradski ogranak Udruge hrvatskih dragovoljaca Domovinskog rata Grada Zaprešića. Udruga hrvatskih dragovoljaca Domovinskog rata - Ogranak grada Zaprešića organizator je festivala zajedno s partnerima. Svečano otvaranje prvoga Festivala bilo je 27. listopada 2018. godine u Kulturnom centru u Poljanici Bistranskoj.
Festival domoljubnog filma Gordan Lederer ne održava se u jednome mjestu već je zamišljen kao putujući festival koji dolazi u svako veće i manje mjesto u Hrvatskoj, po pozivu gradova i općina. Traje tijekom cijele godine diljem Hrvatske.
Članovi Umjetničkoga prosudbenog vijeća FDF Gordan Lederer su: akademik Marko Samardžija (do smrti u veljači 2019.), redatelji Jakov Sedlar i Obrad Kosovac, general Rudi Stipčić, književnici Nenad Piskač i Hrvoje Hitrec te povjesničar Ivan Samardžija.